# Bộ binh cơ giới hóa
Xem nghĩa khác của từ Bộ binh
Đừng nhầm lẫn với Bộ binh cơ giới

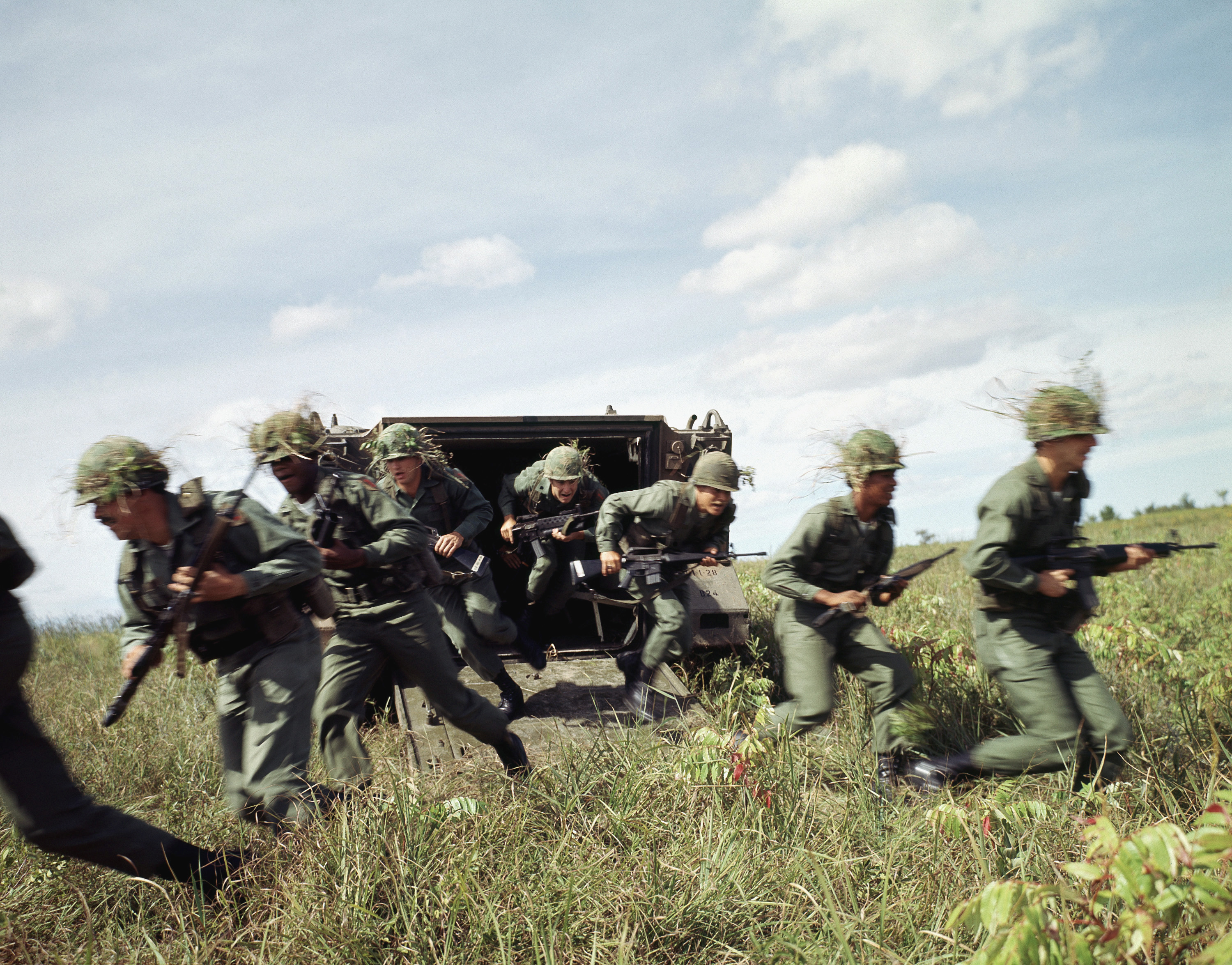
Bộ binh cơ giới hóa của Quân đội Hoa Kỳ xuống từ xe bọc thép chở quân M113 trong cuộc huấn luyện năm 1985.

Bộ binh cơ giới hóa (hay Mechanized infantry) là các đơn vị bộ binh được trang bị xe bọc thép chở quân (APC) hoặc xe chiến đấu bộ binh (IFV) để hành quân và chiến đấu.
Theo định nghĩa của Quân đội Hoa Kỳ, bộ binh cơ giới hóa được phân biệt với Bộ binh cơ giới ở chỗ các phương tiện của nó cung cấp một mức độ bảo vệ và hỏa lực mạnh để sử dụng trong chiến đấu, trong khi bộ binh cơ giới chỉ được trang bị xe bánh lốp với mục đích vận chuyển. Hầu hết các APC và IFV đều có bánh xích hoặc là phương tiện dẫn động bốn bánh (6 × 6 hoặc 8 × 8) để di chuyển trên mặt đất gồ ghề. Một số quốc gia phân biệt giữa bộ binh được cơ giới hóa và lực lượng thiết giáp, chỉ định lực lượng do APC vận chuyển là cơ giới hóa và lực lượng trong IFV là thiết giáp.
So với bộ binh cơ động xe tải "hạng nhẹ", bộ binh cơ giới hóa có thể duy trì tốc độ di chuyển chiến thuật nhanh chóng và còn có thể trang bị Xe chiến đấu bộ binh có hỏa lực toàn diện hơn. Lực lượng này đòi hỏi nhiều vật tư chiến đấu hơn (đạn dược và đặc biệt là nhiên liệu) và vật tư vũ khí (linh kiện xe dự phòng), và một tỷ lệ nhân lực tương đối lớn hơn được yêu cầu để vận hành và bảo dưỡng phương tiện. Ví dụ, hầu hết các Xe bọc thép chở quân có một thể chở bảy hoặc tám lính bộ binh nhưng có kíp lái gồm hai người. Hầu hết các Xe chiến đấu bộ binh chỉ mang theo sáu hoặc bảy bộ binh nhưng yêu cầu một kíp lái gồm ba người. Để hoạt động hiệu quả trên chiến trường, các đơn vị cơ giới hóa cũng đòi hỏi nhiều thợ máy, với các phương tiện và thiết bị bảo dưỡng và phục hồi chuyên dụng.

## Lịch sử

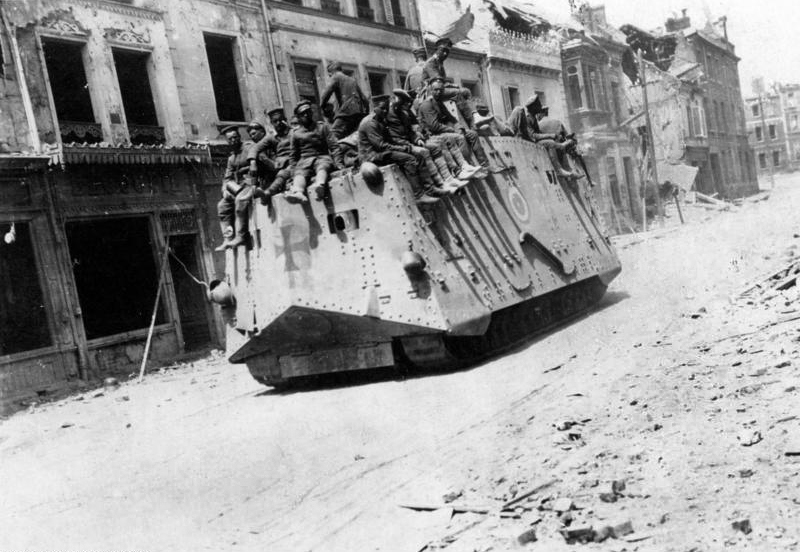
Xe tăng A7V của Đức ở Roye, Somme trong Chiến dịch Michael Ngày 21 tháng 3 năm 1918

Một số bộ binh cơ giới hóa đầu tiên là các đội xung kích của Đức được trang bị trên xe tăng A7V trong Thế chiến thứ nhất. Những chiếc xe này cực kỳ lớn để cho phép chúng chở các đội xung kích lớn và thường xuyên chở bộ binh trên xe cùng với kíp lái vốn đã đông đảo của chúng đã được huấn luyện như lính xung kích. Tất cả các xe tăng A7V trang bị súng máy đều mang theo hai khẩu súng phun lửa nhỏ để sử dụng. Xe tăng A7V thường chở một sĩ quan thứ hai để chỉ huy đội xung kích.
Trong Trận chiến St. Quentin, những chiếc A7V đã được hộ tống bởi 20 lính ném bom tấn công từ Tiểu đoàn xung kích Rohr, nhưng không thể xác định được họ đang hoạt động như những người xuống xe hay đang đi bộ cùng xe tăng. Trong trận chiến, các đội xe tăng được cho là đã xuống xe và tấn công các vị trí của đối phương bằng lựu đạn và súng phun lửa nhiều lần.
Một ví dụ khác về việc sử dụng phương pháp chiến đấu như vậy là Trận chiến đầu tiên của Villers-Bretonneux, trong đó những chiếc A7V sẽ trấn áp quân phòng thủ bằng súng máy và các đội xung kích sẽ xuống xe và tấn công họ bằng lựu đạn.
Vào cuối Thế chiến thứ nhất, tất cả các đội quân tham gia đều phải đối mặt với vấn đề duy trì đà tấn công. Xe tăng, pháo binh hay hành quân đều có thể được sử dụng để xuyên thủng hàng phòng ngự của đối phương, nhưng hầu như tất cả các cuộc tấn công vào năm 1918 đều phải dừng lại sau vài ngày. Bộ binh sau nhanh chóng trở nên kiệt quệ, và pháo binh, vật tư và lực lượng mới không thể được đưa tới chiến trường đủ nhanh để duy trì sức ép lên kẻ địch đang tập hợp lại.
Mọi người đều thừa nhận rằng kỵ binh quá yếu để được sử dụng trên hầu hết các chiến trường châu Âu, nhưng nhiều đội quân vẫn tiếp tục triển khai chúng. Bộ binh cơ giới có thể duy trì sự di chuyển nhanh chóng, nhưng những chiếc xe tải của họ yêu cầu phải có mạng lưới đường tốt hoặc địa hình mở vững chắc, chẳng hạn như sa mạc. Chúng không thể đi qua một chiến trường bị che khuất bởi miệng núi lửa, dây thép gai và chiến hào. Xe bánh xích hoặc xe dẫn động tất cả các bánh là giải pháp.
Sau chiến tranh, sự phát triển của các lực lượng cơ giới hóa phần lớn là lý thuyết trong một thời gian, nhưng nhiều quốc gia đã bắt đầu tái vũ trang vào những năm 1930. Quân đội Anh đã thành lập một cơ giới quân thực nghiệm vào năm 1927, nhưng nó thất bại trong việc theo đuổi phòng tuyến vì các ràng buộc ngân sách và nhu cầu trước khi đơn vị đồn trú biên giới của Đế quốc Anh.
Mặc dù một số người ủng hộ chiến tranh cơ động, chẳng hạn như JFC Fuller, chủ trương xây dựng "hạm đội xe tăng", những người khác, chẳng hạn như Heinz Guderian ở Đức, Adna R. Chaffee Jr. ở Hoa Kỳ, và Mikhail Tukhachevsky ở Liên Xô, công nhận những đơn vị xe tăng đó yêu cầu sự hỗ trợ chặt chẽ của bộ binh cùng các vũ khí khác và cũng cần có những vũ khí hỗ trợ đó để duy trì tốc độ tương tự như xe tăng.
Khi Đức hiện đại hóa quân đội vào những năm 1930, họ được trang bị một số đơn vị bộ binh ở mới là các sư đoàn Panzer cùng với xe bán bánh xích Sd.Kfz. 251, có thể theo kịp xe tăng trên hầu hết các địa hình. Quân đội Pháp cũng thành lập lực lượng"cơ giới hóa hạng nhẹ" (Legere mécanisée), trong đó một số các đơn vị bộ binh sở hữu các xe bọc thép chở quân. Cùng với việc cơ giới hóa các đơn vị bộ binh và hỗ trợ khác, điều này đã mang lại cho cả hai đội quân các đội hình vũ khí tổng hợp có tính cơ động cao. Học thuyết của Đức là sử dụng chúng để khai thác các mũi đột phá trong các cuộc tấn công Blitzkrieg, trong khi người Pháp dự tính chúng được sử dụng để thay đổi nhanh chóng lực lượng dự bị trong một trận chiến phòng thủ.

### Chiến tranh thế giới thứ hai

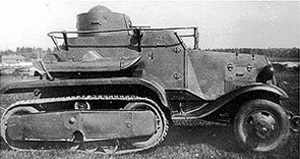
Xe bọc thép BA-30 của Liên Xô trong các đơn vị súng trường cơ giới Liên Xô, năm 1941

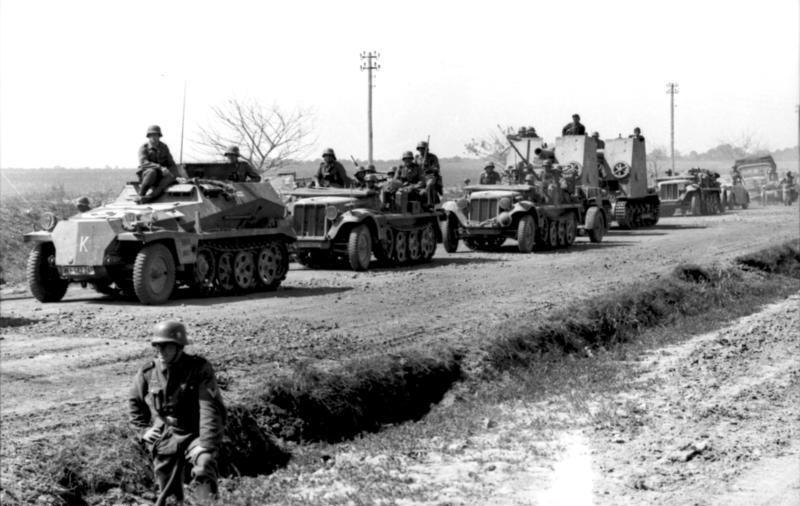
Lực lượng cơ giới của Wehrmacht, Chiến dịch Barbarossa. Tháng 6 năm 1941

Khi Chiến tranh thế giới thứ hai nổ ra, hầu hết các quân đội chủ lực đều tích hợp xe tăng hoặc pháo tự hành với bộ binh cơ giới, cũng như các vũ khí hỗ trợ khác, chẳng hạn như pháo binh và công binh, làm đơn vị vũ khí kết hợp.
Đội hình thiết giáp của Đồng minh bao gồm một yếu tố bộ binh cơ giới hóa để phối hợp vũ khí đồng đội. Ví dụ, các sư đoàn thiết giáp của Mỹ có sự cân bằng của ba tiểu đoàn, mỗi tiểu đoàn gồm xe tăng, bộ binh thiết giáp và pháo tự hành. Bộ binh thiết giáp Hoa Kỳ được trang bị đầy đủ các xe thiết giáp M2 và M3. Trong quân đội Anh và Khối thịnh vượng chung, "lữ đoàn thiết giáp Loại A", được thiết kế cho các hoạt động độc lập hoặc thành lập một bộ phận của sư đoàn thiết giáp, có một tiểu đoàn "bộ binh cơ giới" được bố trí với xe Bren Carriers hoặc muộn hơn là các xe bán bánh xích trong chương trình lend-lease. Các lữ đoàn "Loại B" không có thành phần bộ binh cơ giới và bao gồm các đội hình bộ binh.
Quân đội Canada và sau đó quân đội Anh, sử dụng các phương tiện khác như xe thiết giáp chở quânKangaroo, thường là cho các hoạt động cụ thể chứ không phải là để tạo hình bộ binh cơ giới vĩnh viễn. Chiến dịch đầu tiên như vậy là Chiến dịch Totalize trong Trận Normandy, không đạt được mục tiêu cuối cùng nhưng cho thấy rằng bộ binh cơ giới hóa có thể chịu ít thương vong hơn nhiều so với binh lính chạy bộ trong các chiến dịch cố định.
Quân đội Đức, đã đưa bộ binh cơ giới vào các sư đoàn Panzer của mình, sau đó đặt tên cho chúng là các đơn vị Panzergrenadier. Vào giữa cuộc chiến, chúng đã bao gồm toàn bộ các sư đoàn bộ binh được cơ giới hóa và đặt tên là các sư đoàn Panzergrenadier.

Xe bán bánh xích M3 và bộ binh của Mỹ tập trận, Fort Knox, tháng 6 năm 1942

Do nền kinh tế Đức không thể sản xuất đủ số lượng xe bọc thé chở quân bán bánh xích của mình, nên chỉ một phần tư hoặc một phần ba bộ binh trong các sư đoàn Panzer hoặc Panzergrenadier được cơ giới hóa, ngoại trừ một số đội hình được ưu tiên. Số còn lại được di chuyển bằng xe tải. Tuy nhiên, hầu hết các đơn vị trinh sát của Đức trong các đội hình như vậy cũng chủ yếu là bộ binh được cơ giới hóa và có thể đảm nhiệm các nhiệm vụ bộ binh khi cần thiết. Các nước đồng minh thường được sử dụng xe jeep, xe bọc thép, xe tăng hạng nhẹ cho trinh sát.
Hồng quân Liên Xô bắt đầu chiến tranh trong khi vẫn còn trong quá trình tổ chức lại thiết giáp và cơ giới hóa, hầu hết trong số đó đã bị phá hủy trong những tháng đầu tiên của cuộc xâm lược Liên Xô. Khoảng một năm sau, Liên Xô đã tái tạo các đơn vị bộ binh cơ giới quy mô sư đoàn, gọi là quân đoàn cơ giới hóa, thường bao gồm một lữ đoàn xe tăng và ba lữ đoàn bộ binh cơ giới, với vũ khí hỗ trợ cơ giới. Chúng thường được sử dụng trong giai đoạn tiến công, như một phần của khái niệm tác chiến chiều sâu của Liên Xô trước chiến tranh.
Quân đội Liên Xô cũng tạo ra một số nhóm kỵ binh cơ giới bao gồm đội hình hỗn hợp xe tăng, bộ binh cơ giới và kỵ binh. Chúng cũng được sử dụng trong các giai đoạn phản công và truy kích quân địch. Bộ binh cơ giới của Hồng quân thường được chở trên xe tăng hoặc xe tải, chỉ có một số xe bọc thép chở quân bán bánh xích thuộc chương trình Lend-lease.
Quân đội New Zealand cũng thành lập bộ phận gần giống với quân đoàn cơ giới Liên Xô, mà chiến đấu trong chiến dịch Ý, nhưng chúng có ít cơ hội cho các hoạt động chiến đấu cơ động cho đến gần cuối của cuộc chiến.
Quân đội Rumani thành lập lực lượng hỗn hợp các loại xe. Số lượng này lên tới 126 chiếc Renault UE Chenillette do Pháp thiết kế, được sản xuất trong nước bằng giấy phép, 34 chiếc máy kéo bọc thép của Liên Xô bị thu giữ và tân trang lại, 27 chiếc bán tải bọc thép loại Sd.Kfz. 250 và Sd.Kfz. 251 của Đức do Đức sản xuất, hơn 200 xe tải Tatra, Praga và Skoda của Tiệp Khắc (xe tải Tatra là mẫu xe được chế tạo đặc biệt cho Quân đội Romania) cũng như 300 xe dã chiến Horch 901 4x4 của Đức. Các xe bán bánh xích Sd.Kfz. 8 và Sd.Kfz. 9 cũng được mua lại, cũng như 9 xe loại Sd.Kfz. 10 và  máy kéo 100 RSO / 01.  Người Romania cũng sản xuất 5 nguyên mẫu của máy kéo pháo T-1.

### Chiến tranh lạnh
Trong thời kỳ hậu chiến, những năm đầu của Chiến tranh Lạnh, Quân đội Liên Xô và NATO đã phát triển hơn nữa các thiết bị và học thuyết cho bộ binh cơ giới. Ngoại trừ đội hình đường không, Hồng quân đã cơ giới hóa tất cả các đội hình bộ binh của mình. Ban đầu, những chiếc APC có bánh lốp, như BTR-152 được sử dụng, một số chiếc không được bảo vệ phía trên nóc và do đó dễ bị pháo kích. Nó vẫn mang lại cho Quân đội Liên Xô sự linh hoạt hơn về mặt chiến lược do có diện tích đất lớn và đường biên giới dài của Liên Xô và các đồng minh trong Hiệp ước Warsaw.
Lục quân Hoa Kỳ đã thiết lập cấu hình cơ bản của APC với M75 và M59 trước khi áp dụng M113 nhẹ hơn, có thể được chở bằng Lockheed C-130 Hercules và các máy bay vận tải khác. Phương tiện này mang lại cho bộ binh khả năng cơ động tương tự như xe tăng nhưng với lớp giáp bảo vệ kém hiệu quả hơn nhiều (nó vẫn có lớp bảo vệ hạt nhân, sinh học và hóa học).

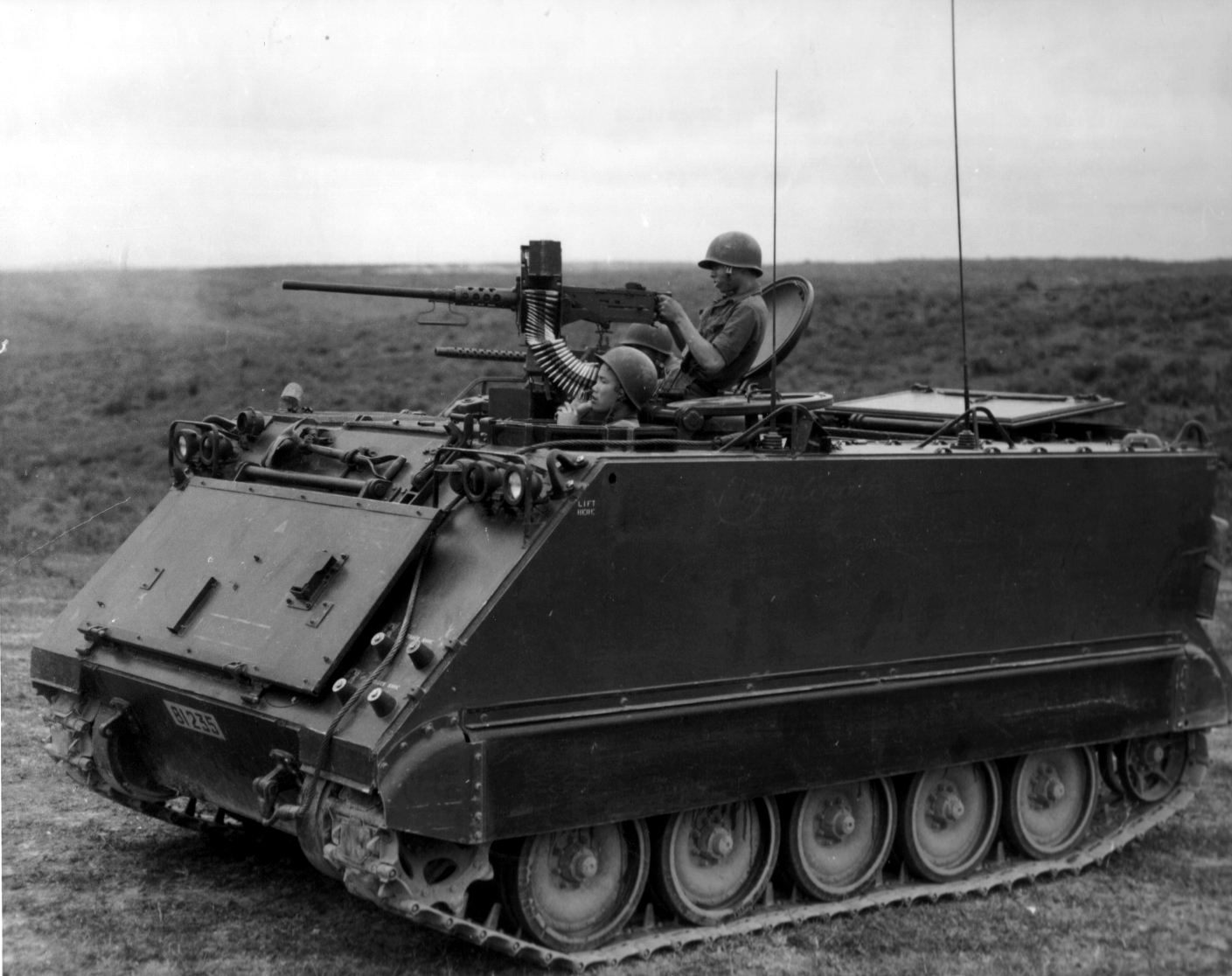
Thiết giáp chở quân M-113, phương tiện chiến đấu bọc thép chủ lực của Hoa Kỳ trong Chiến tranh Việt Nam.

Trong Chiến tranh Việt Nam, M113 thường được trang bị thêm vũ khí và được sử dụng như một phương tiện chiến đấu bộ binh đặc nhiệm. Những cuộc hành quân ban đầu của Quân lực Việt Nam Cộng hòa sử dụng phương tiện này cho thấy rằng quân đội khi lên xe có hiệu quả hơn nhiều so với khi xuống xe. Học thuyết của Mỹ sau đó đã nhấn mạnh các chiến thuật gắn kết. Người Mỹ cuối cùng đã triển khai một lữ đoàn cơ giới hóa và mười tiểu đoàn cơ giới hóa đến Việt Nam.
Quan trọng hơn nữa đối với những phát triển trong tương lai là BMP-1 của Liên Xô, là xe chiến đấu bộ binh thực sự đầu tiên. Sự ra đời của nó đã thúc đẩy sự phát triển của các phương tiện tương tự trong quân đội phương Tây, chẳng hạn như Marder của Tây Đức và M2 Bradley của Mỹ. Không giống như APC, chỉ nhằm mục đích vận chuyển bộ binh từ nơi này sang nơi khác dưới lớp giáp, IFV sở hữu hỏa lực mạnh có thể hỗ trợ bộ binh trong cuộc tấn công hoặc phòng thủ. Nhiều IFV cũng được trang bị lỗ bắn để bộ binh của họ có thể bắn vũ khí từ bên trong, nhưng nhìn chung chúng không thành công và đã bị loại khỏi IFV hiện đại.
Cách tổ chức của Liên Xô đã dẫn đến các chiến thuật khác nhau giữa các loại bộ binh cơ giới hóa "hạng nhẹ" và "hạng nặng". Trong Quân đội Liên Xô, sư đoàn "súng trường cơ giới" hạng nhất từ những năm 1970 trở đi thường có hai trung đoàn được trang bị xe thiết giáp chở quân BTR-60 có bánh lốp và một trung đoàn với xe chiến đấu bộ binh BMP-1 bánh xích. Các trung đoàn "hạng nhẹ" dự định thực hiện các cuộc tấn công bị giảm xuống vào sườn của sư đoàn, và trung đoàn "hạng nặng" được trang bị BMP vẫn được bố trí và hỗ trợ trung đoàn xe tăng của sư đoàn trên trục tiến quân chính. Cả hai loại trung đoàn bộ binh vẫn được gọi chính thức là đơn vị "súng trường cơ giới".
Một hướng phát triển trong Lực lượng vũ trang Liên Xô từ những năm 1980 là việc cung cấp các xe chiến đấu bộ binh chuyên dụng cho Lực lượng lính dù Nga. Loại đầu tiên trong số đó là BMD-1, có hỏa lực tương đương BMP-1 nhưng được mang vào hoặc thậm chí nhảy dù từ máy bay vận tải tiêu chuẩn của Liên Xô. Điều đó khiến các đội hình đổ bộ đường không trở thành bộ binh cơ giới với cái giá phải trả là giảm sức mạnh của "lưỡi lê", vì BMD chỉ có thể mang theo ba hoặc nhiều nhất bốn lính dù cùng với kíp lái ba người của nó. Chúng đã được sử dụng trong vai trò đó trong cuộc chiến tranh Afghanistan của Liên Xô vào năm 1979.

## Hiện nay

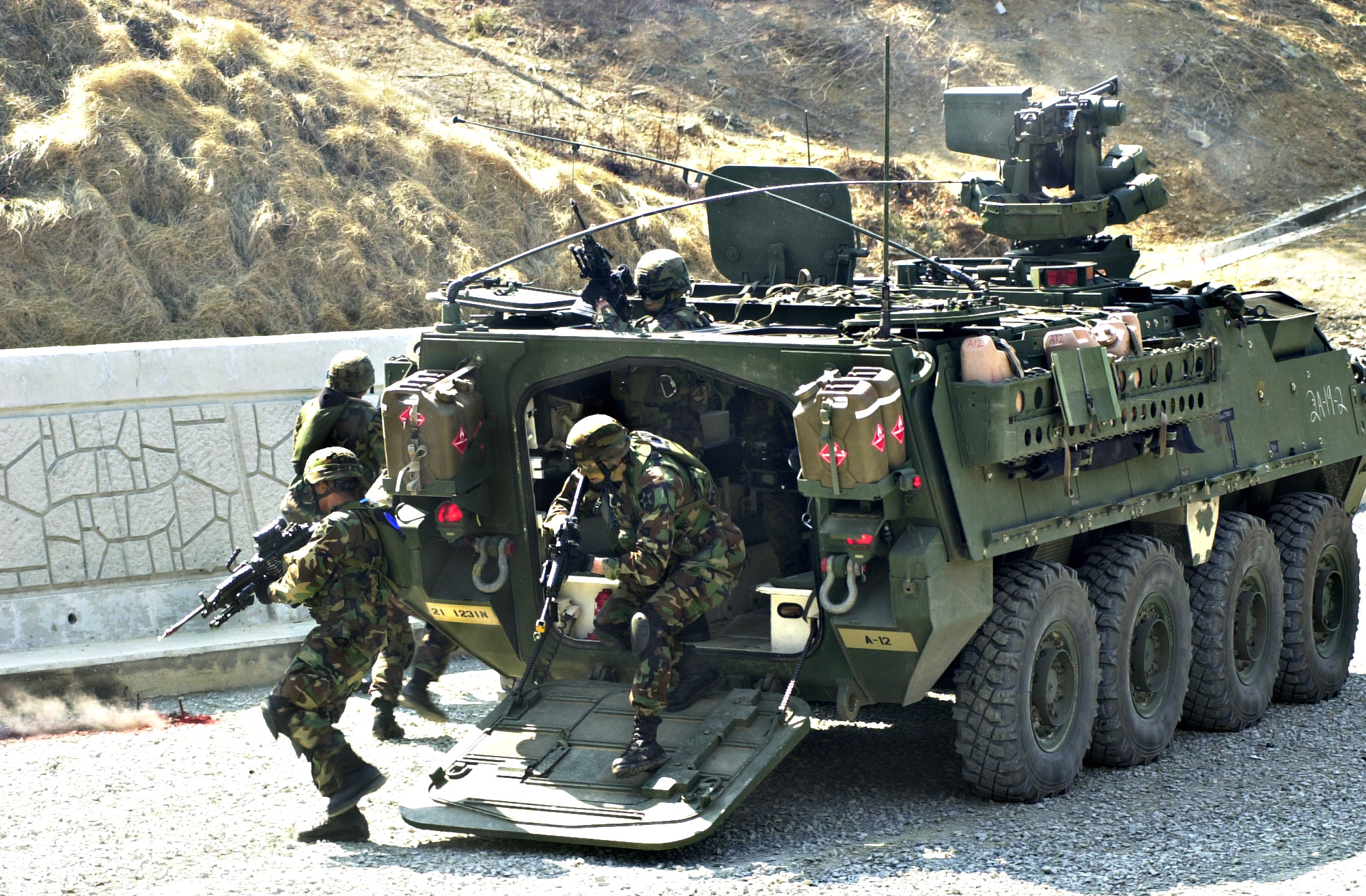
Triển khai quân bằng xe bọc thép M1126 Stryker. Sư đoàn bộ binh số 2 Hoa Kỳ. Hàn Quốc

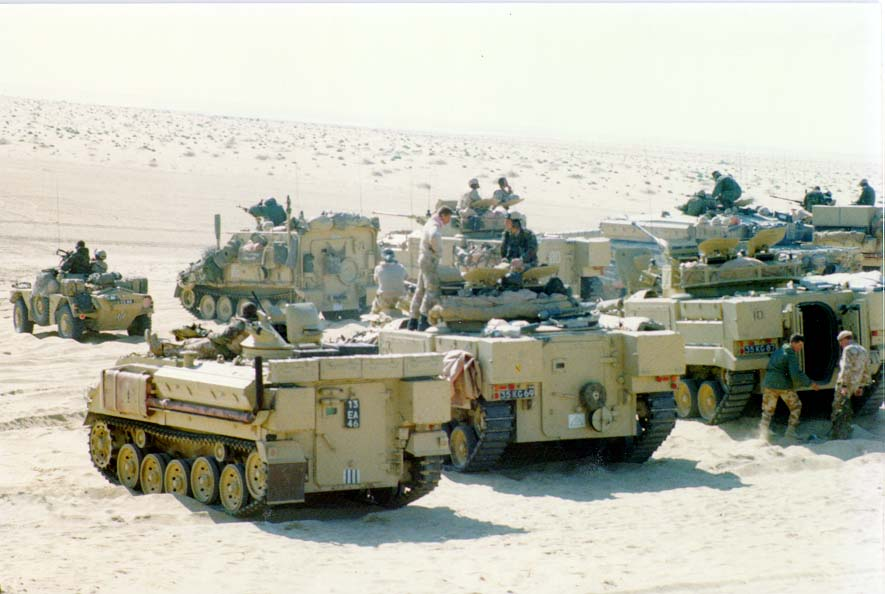
Các đơn vị cơ giới thuộc Sư đoàn Thiết giáp số 1 của Anh sẵn sàng chiến đấu. Chiến tranh vùng vịnh Ngày 6 tháng 1 năm 1991

Hiện tại, hầu hết các đơn vị bộ binh từ các nước công nghiệp phát triển đều được cung cấp một số loại phương tiện vận tải cơ giới. Các đơn vị bộ binh được trang bị xe chiến đấu bộ binh thay vì các phương tiện nhẹ hơn thường được chỉ định là "hạng nặng", cho thấy sức mạnh chiến đấu cao hơn nhưng cũng đòi hỏi chi phí vận chuyển tầm xa cao hơn. Trong giai đoạn đầu Chiến tranh Vùng Vịnh lần thứ nhất, Quân đội Hoa Kỳ lo ngại về sự thiếu cơ động, khả năng bảo vệ và hỏa lực được cung cấp bởi các đội hình triển khai nhanh (tức là trên không) hiện có; và cả về sự chậm chạp trong việc triển khai các đơn vị thiết giáp chính quy. Kinh nghiệm đã khiến Quân đội Hoa Kỳ thành lập các lữ đoàn chiến đấu dựa trên xe chiến đấu bộ binh bánh lốp Stryker.
Trong Quân đội Anh, các đơn vị "hạng nặng" được trang bị xe chiến đấu bộ binh Warrior được mô tả là "bộ binh bọc thép", và các đơn vị với xe bọc thép chở quân Bulldog là "bộ binh cơ giới hóa". Quy ước này đang trở nên phổ biến; chẳng hạn, Quân đội Pháp có các đơn vị " motorisées " được trang bị các xe VAB bánh lốp và các đơn vị " mécanisées " (bọc thép) với AMX-10P bánh xích.
Các yêu cầu về vận tải và hậu cần khác đã khiến nhiều quân đội áp dụng các APC có bánh xe khi lượng APC bánh xích hiện có của họ yêu cầu thay thế. Một ví dụ là Quân đội Canada, đã sử dụng xe chiến đấu bánh lốp LAV III trong chiến đấu ở Afghanistan. Quân đội Ý, Tây Ban Nha và Thụy Điển đang áp dụng (và xuất khẩu) các IFV bánh xích mới được sản xuất nội địa. Đặc biệt, xe chiến đấu bộ binh CV90 của Thụy Điển đã được một số quân đội sử dụng.

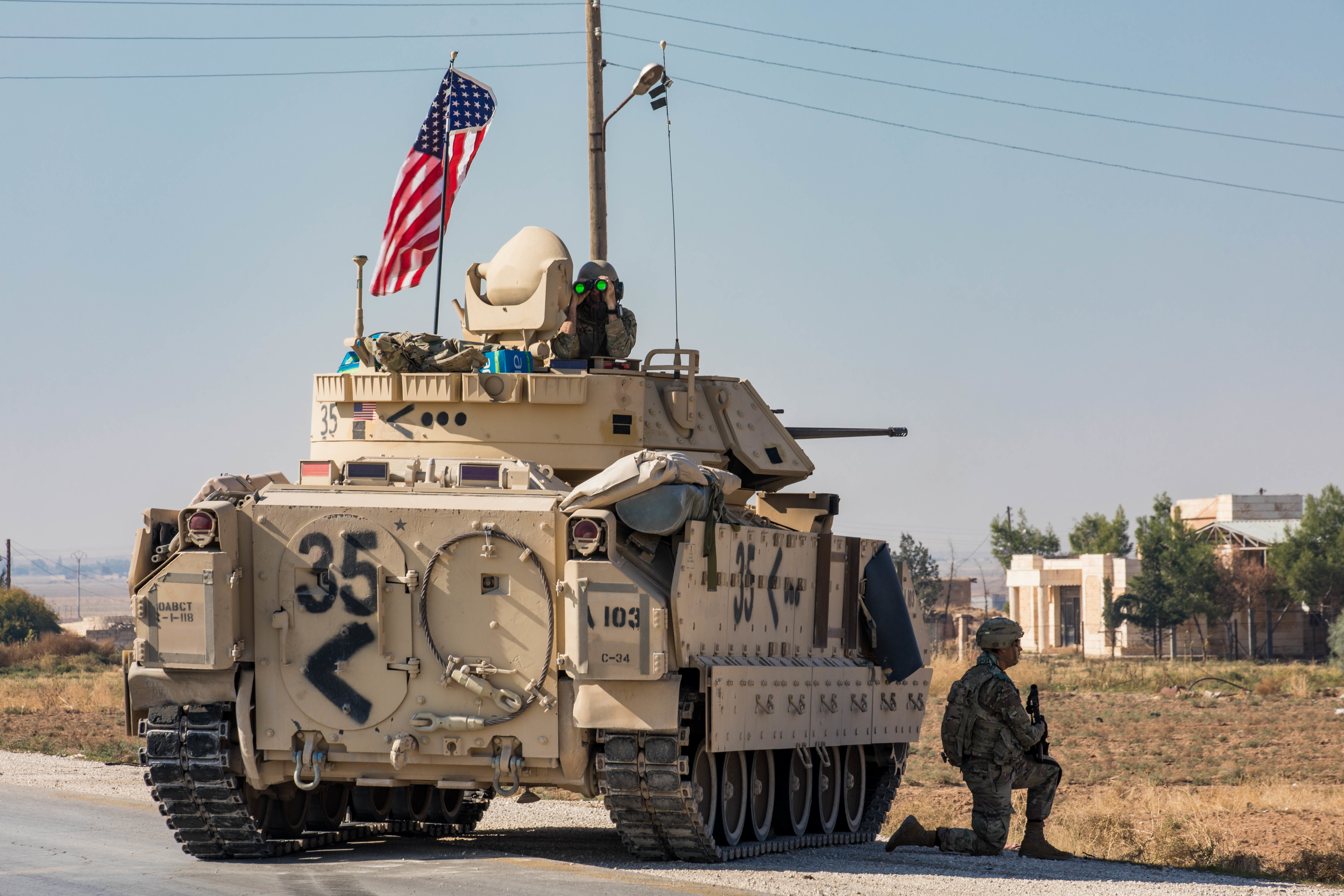
Một xe bọc thép chở quân bánh xích M2A2 của Mỹ đang tuần tra ở miền đông Syria, năm 2019.

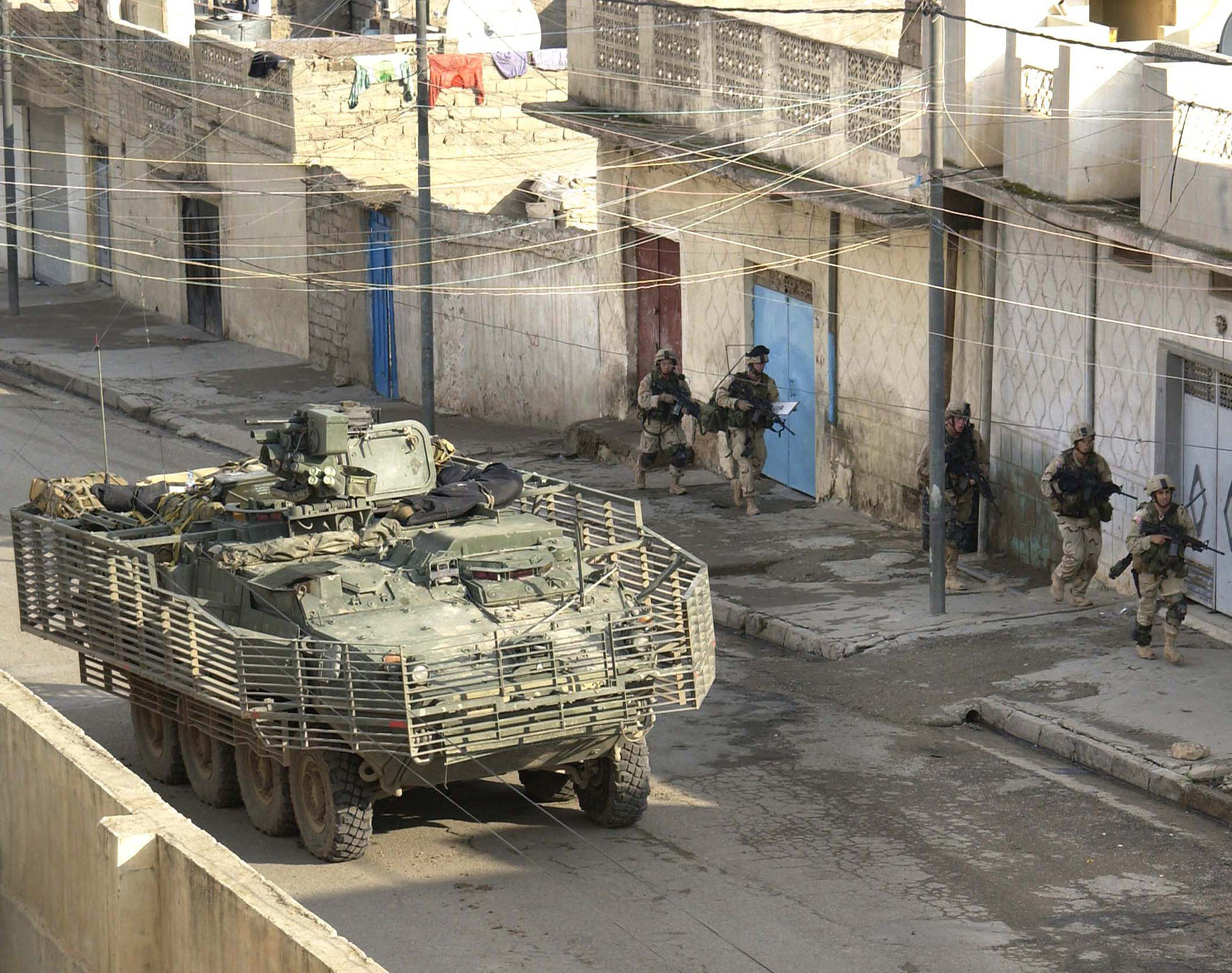
Xe Stryker và bộ binh của Đội chiến đấu Lữ đoàn 1 của Quân đội Mỹ tại Mosul, Iraq năm 2004.

Một xu hướng gần đây được thấy trong Lực lượng Phòng vệ Israel và Lực lượng Vũ trang Liên bang Nga là phát triển và giới thiệu các APC được bọc thép đặc biệt tốt (HAPC), chẳng hạn như IDF Achzarit, được chuyển đổi từ các xe tăng chiến đấu chủ lực đã lỗi thời (chẳng hạn như T-55 của Liên Xô). Những phương tiện như vậy thường là những phương tiện viễn chinh, và việc thiếu không gian ngăn cản việc trang bị IFV cùng với một bộ phận hoặc đội hình bộ binh. Trong Quân đội Nga, những phương tiện như vậy được sử dụng để chiến đấu trong các khu vực đô thị, nơi nguy cơ từ vũ khí chống tăng bộ binh tầm ngắn, chẳng hạn như RPG-7, là cao nhất, sau khi các đơn vị xe tăng và bộ binh cơ giới của Nga chịu tổn thất nặng nề khi giao tranh với quân Chechnya tại Grozny trong Chiến tranh Chechnya lần thứ nhất năm 1995.
Nhiều APC và IFV hiện đang được phát triển nhằm mục đích triển khai nhanh chóng bằng máy bay. Các công nghệ mới hứa hẹn giảm trọng lượng, chẳng hạn như hệ thống truyền động điện, có thể sẽ được tích hợp. Tuy nhiên, đối mặt với mối đe dọa tương tự ở Iraq sau cuộc xâm lược đã khiến Nga chuyển đổi xe tăng sang APC, quân đội chiếm đóng nhận thấy cần phải trang bị thêm giáp cho các APC và IFV hiện có, điều này làm tăng thêm kích thước và trọng lượng tổng thể. Một số thiết kế mới nhất (chẳng hạn như Puma của Đức) nhằm cho phép một phương tiện đơn giản, hạng nhẹ, có thể vận chuyển bằng đường không, được trang bị trên thực địa với khả năng bảo vệ bổ sung, do đó đảm bảo cả tính linh hoạt chiến lược và khả năng sống sót.